# Walking the Walk
Walking The Walk è il quarto album dei Peawees, pubblicato nel 2007 dalla Wynona Records in versione CD e dalla Radiation Records in LP per la distribuzione in Italia. Inoltre è stato pubblicato dalla It's Alive Records, sempre in vinile, per il mercato statunitense.

## Tracce
1. I Believe
2. Wild About You
3. Action
4. Tomorrow I'll Be Done
5. I'm Depending on You
6. Bleeding For You
7. Work It Out
8. Cloudy Vision
9. The News
10. Please Go Away
11. Walk